# خاویر ماریاس
خاویر ماریاس (انگلیسی: Javier Marías؛ زادهٔ ۲۰ سپتامبر ۱۹۵۱-درگذشته ۱۱ سپتامبر ۲۰۲۲) رمان‌نویس، مترجم و ستون‌نویس روزنامه اهل اسپانیا بود. ماریاس از مشهورترین نویسندگان اسپانیایی است و آثار وی به ۴۲ زبان دنیا ترجمه شده‌است. دو کتاب شیفتگی‌ها و قلب به این سپیدی نوشته هاویر ماریاس، با ترجمه مهسا ملک مرزبان به فارسی چاپ و منتشر شده‌است.